# Іван Наварро (тенісист)
Іван Наварро (ісп. Iván Navarro; нар. 19 жовтня 1981) — колишній іспанський тенісист.
Найвищу одиночну позицію світового рейтингу — 67 місце досяг 2 березня 2009, парну — 127 місце — 2 березня 2009 року.
Найвищим досягненням на турнірах Великого шолома було 2 коло в одиночному розряді.

## Часовий графік результатів
| W | Ф | ПФ | ЧФ | #Р | КТ | К# | DNQ | A | NH |

### Одиночний розряд
| Турніри Великого шлему                 |              |              |              |              |              |              |              |     |     |     |     |       |     |     |
| Відкритий чемпіонат Австралії з тенісу | К1р          |              |              |              | К1р          |              | К1р          | 1р  |     |     |     | 0 / 1 | 0–1 | 0%  |
| Відкритий чемпіонат Франції з тенісу   | К1р          |              |              | К1р          | К3р          | 2р           |              | 1р  | К1р | К1р | К3р | 0 / 2 | 1–2 | 33% |
| Вімблдонський турнір                   | К1р          |              | 1р           | К1р          |              | 1р           | К1р          | 1р  | К1р | К2р | К3р | 0 / 3 | 0–3 | 0%  |
| Відкритий чемпіонат США з тенісу       |              |              | К1р          |              |              | 1р           | 1р           | 2р  |     |     |     | 0 / 3 | 1–3 | 25% |
| В-П                                    | 0–0          | 0–0          | 0–1          | 0–0          | 0–0          | 1–3          | 0–1          | 1–4 | 0–0 | 0–0 | 0–0 | 0 / 9 | 2–9 | 18% |
| Тур ATP Мастерс 1000                   |              |              |              |              |              |              |              |     |     |     |     |       |     |     |
| Індіан-Веллс                           |              |              |              |              |              |              |              | 1р  |     | К1р | К1р | 0 / 1 | 0–1 | 0%  |
| Відкритий чемпіонат Маямі з тенісу     |              |              |              |              |              |              |              | 1р  |     | К1р |     | 0 / 1 | 0–1 | 0%  |
| Монте-Карло                            |              |              |              |              |              |              |              | К1р | К2р |     |     | 0 / 0 | 0–0 | –   |
| Мадрид                                 |              |              |              |              | 1р           | К1р          | К1р          | 1р  | К2р |     | К1р | 0 / 2 | 0–2 | 0%  |
| Шанхай                                 | Не проводили | Не проводили | Не проводили | Не проводили | Не проводили | Не проводили | Не проводили |     | К2р |     |     | 0 / 0 | 0–0 | –   |
| Париж                                  |              |              |              |              |              | К1р          | К2р          | К2р |     |     |     | 0 / 0 | 0–0 | –   |
| В-П                                    | 0–0          | 0–0          | 0–0          | 0–0          | 0–1          | 0–0          | 0–0          | 0–3 | 0–0 | 0–0 | 0–0 | 0 / 4 | 0–4 | 0%  |

## Фінали ATP Челленджер і ITF Ф'ючерс

### Одиночний розряд: 29 (15–14)
| Легенда              |
| -------------------- |
| ATP Челленджер (5–9) |
| ITF Ф'ючерс (10–5)   |

| Фінали за покриттям |
| ------------------- |
| Тверде (3–2)        |
| Ґрунт (12–11)       |
| Трава (0–1)         |
| Килим (0–0)         |

| Результат | В-П   | Дата     | Турнір                                   | Рівень     | Покриття | Суперник                 | Рахунок                   |
| --------- | ----- | -------- | ---------------------------------------- | ---------- | -------- | ------------------------ | ------------------------- |
| Поразка   | 0-1   | Сер 2000 | Іспанія F4, Денія                        | Ф'ючерс    | Ґрунт    | Горка Фрайле             | 6–3, 6–7(6–8), 4–6        |
| Перемога  | 1-1   | Сер 2000 | Іспанія F5, Шатіва                       | Ф'ючерс    | Ґрунт    | Хосе Фібла               | 6–1, 6–4                  |
| Перемога  | 2-1   | Лип 2001 | Іспанія F1, Аліканте                     | Ф'ючерс    | Ґрунт    | Маріано Альберт-Феррандо | 7–6(7–3), 6–3             |
| Перемога  | 3-1   | Сер 2001 | Іспанія F4, Денія                        | Ф'ючерс    | Ґрунт    | Антоніо Алькарас         | 6–2, 6–1                  |
| Поразка   | 3-2   | Вер 2001 | Брашов, Румунія                          | Челленджер | Ґрунт    | Стефано Гальвані         | 4–6, 1–6                  |
| Перемога  | 4-2   | Гру 2001 | Іспанія F16, Лас-Пальмас-де-Гран-Канарія | Ф'ючерс    | Ґрунт    | Карлос Квадрадо          | 6–1, 6–4                  |
| Поразка   | 4-3   | Лип 2002 | Іспанія F6, Ельче                        | Ф'ючерс    | Ґрунт    | Іван Ескердо-Андреу      | 6–4, 3–6, 6–7(10–12)      |
| Перемога  | 5-3   | Бер 2003 | Іспанія F4, Картахена                    | Ф'ючерс    | Ґрунт    | Стен Вавринка            | 6–7(5–7), 6–4, 6–0        |
| Поразка   | 5-4   | Лип 2003 | Вальядолід, Іспанія                      | Челленджер | Тверде   | Жіль Мюллер              | 4–6, 3–6                  |
| Перемога  | 6-4   | Сер 2003 | Іспанія F17, Шатіва                      | Ф'ючерс    | Ґрунт    | Ніколас Альмагро         | 2–6, 6–3, 6–4             |
| Поразка   | 6-5   | Лис 2003 | Іспанія F27, Лас-Пальмас-де-Гран-Канарія | Ф'ючерс    | Ґрунт    | Флоріан Маєр (тенісист)  | 4–6, 2–6                  |
| Поразка   | 6-6   | Лис 2003 | Іспанія F28, Маспаломас                  | Ф'ючерс    | Ґрунт    | Константінос Ікономідіс  | 1–6, 6–3, 2–6             |
| Перемога  | 7-6   | Тра 2004 | Іспанія F6, Вік (Іспанія)                | Ф'ючерс    | Ґрунт    | Хав'єр Хенаро-Мартінес   | 4–6, 7–5, 6–4             |
| Поразка   | 7-7   | Лют 2005 | Іспанія F2, Мурсія                       | Ф'ючерс    | Ґрунт    | Горка Фрайле             | 1–6, 2–6                  |
| Перемога  | 8-7   | Лют 2005 | Іспанія F3, Тотана                       | Ф'ючерс    | Тверде   | Горка Фрайле             | 6–4, 6–1                  |
| Поразка   | 8-8   | Лип 2005 | Ріміні, Італія                           | Челленджер | Ґрунт    | Флоран Серра             | 3–6, 1–6                  |
| Поразка   | 8-9   | Сер 2005 | Віго, Іспанія                            | Челленджер | Ґрунт    | Альберт Портас           | 4–6, 4–6                  |
| Поразка   | 8-10  | Лип 2006 | Ноттінгем, Велика Британія               | Челленджер | Трава    | Антоні Дюпюї             | 4–6, 5–7                  |
| Перемога  | 9-10  | Вер 2006 | Севілья, Іспанія                         | Челленджер | Ґрунт    | Ектор Руїс-Каденас       | 6–2, 6–4                  |
| Перемога  | 10-10 | Жов 2006 | Братислава, Словаччина                   | Челленджер | Ґрунт    | Теодор-Дачан Кречун      | 6–2, 7—6(7–4)             |
| Поразка   | 10-11 | Вер 2007 | Баня-Лука, Боснія і Герцеговина          | Челленджер | Ґрунт    | Константінос Ікономідіс  | 6–7(6–8), 4–6             |
| Поразка   | 10-12 | Бер 2008 | Богота, Колумбія                         | Челленджер | Ґрунт    | Маркуш Даніел            | 3–6, 6–1, 3–6             |
| Перемога  | 11-12 | Бер 2008 | Мекнес, Марокко                          | Челленджер | Ґрунт    | Їржі Ванек               | 6–4, 6—4                  |
| Перемога  | 12-12 | Лип 2008 | Кордова, Іспанія                         | Челленджер | Тверде   | Дік Норман               | 6–7(4–7), 6–3, 7–6(12–10) |
| Перемога  | 13-12 | Лип 2008 | Меджугор'є, Боснія і Герцеговина         | Челленджер | Ґрунт    | Пере Ріба                | 6–0, 6—2                  |
| Поразка   | 13-13 | Вер 2008 | Алфен-ан-ден-Рейн, Нідерланди            | Челленджер | Ґрунт    | Зімон Гройль             | 4–6, 3–6                  |
| Поразка   | 13-14 | Лип 2011 | Пособланко, Іспанія                      | Челленджер | Тверде   | Кенні де Схеппер         | 6–2, 5–7, 3–6             |
| Перемога  | 14-14 | Жов 2011 | Іспанія F36, Кордова                     | Ф'ючерс    | Тверде   | Адріан Менендес-Масейрас | 6–7(4–7), 6–4, 7–6(8–6)   |
| Перемога  | 15-14 | Сер 2012 | Іспанія F22, Шатіва                      | Ф'ючерс    | Ґрунт    | Таро Даніель             | 6–3, 6–3                  |

### Парний розряд: 15 (8–7)
| Легенда              |
| -------------------- |
| ATP Челленджер (4–4) |
| ITF Ф'ючерс (4–3)    |

| Фінали за покриттям |
| ------------------- |
| Тверде (0–2)        |
| Ґрунт (8–5)         |
| Трава (0–0)         |
| Килим (0–0)         |

| Результат | В-П | Дата     | Турнір                    | Рівень     | Покриття | Партнер                    | Суперники                                  | Рахунок                  |
| --------- | --- | -------- | ------------------------- | ---------- | -------- | -------------------------- | ------------------------------------------ | ------------------------ |
| Поразка   | 0–1 | Тра 2000 | Марокко F3, Агадір        | Ф'ючерс    | Ґрунт    | Рубен Рамірес Ідальго      | Ешлі Форд Джордан Керр                     | 6–7(3–7), 1–6            |
| Поразка   | 0–2 | Жов 2002 | Іспанія F18, Ель-Ехідо    | Ф'ючерс    | Тверде   | Ісраель Севілья-Маруенда   | Серхі Арумі-Ромеу Гільєрмо Платель-Варас   | 2–6, 2–6                 |
| Перемога  | 1–2 | Гру 2002 | Іспанія F20, Гран-Канарія | Ф'ючерс    | Ґрунт    | Сантьяго Вентура Бертомеу  | Давід Марреро Габрієль Родрігес-Руано      | 6–3, 1–2 ret.            |
| Перемога  | 2–2 | Сер 2003 | Бриндізі, Італія          | Челленджер | Ґрунт    | Маріо Радич                | Мануель Джоркуера Дієго Мояно              | 7–6(10–8), 6–0           |
| Перемога  | 3–2 | Лис 2003 | Іспанія F28, Маспаломас   | Ф'ючерс    | Ґрунт    | Сантьяго Вентура Бертомеу  | Йоганнес Аґер Лассі Кетола                 | 6–3, 6–3                 |
| Поразка   | 3–3 | Гру 2003 | Іспанія F29, Понтеведра   | Ф'ючерс    | Ґрунт    | Сантьяго Вентура Бертомеу  | Едуардо Ніколас Херман Пуентес             | 4–6, 4–6                 |
| Перемога  | 4–3 | Лют 2004 | Іспанія F3, Сан-Хав'єр    | Ф'ючерс    | Ґрунт    | Сантьяго Вентура Бертомеу  | Сальвадор Наварро Габрієль Трухільйо Солер | 7–6(7–3), 6–1            |
| Перемога  | 5–3 | Лют 2004 | Іспанія F4, Картахена     | Ф'ючерс    | Ґрунт    | Сантьяго Вентура Бертомеу  | Сальвадор Наварро Марк Форнель Местрес     | 6–4, 6–1                 |
| Поразка   | 5–4 | Сер 2004 | Сеговія, Іспанія          | Челленджер | Тверде   | Даніель Муньйос де ла Нава | Ігор Куніцин Володимир Волчков             | 6–3, 3–6, 2–6            |
| Перемога  | 6–4 | Тра 2006 | Туніс (місто), Туніс      | Челленджер | Ґрунт    | Даніель Хімено-Травер      | Барт Бекс Мартейн ван Гастерен             | 6–2, 7—5                 |
| Перемога  | 7–4 | Бер 2008 | Танжер, Марокко           | Челленджер | Ґрунт    | Мігель-Анхель Лопес Хаен   | Марк Лопес Таррес Габрієль Трухільйо Солер | 6–3, 6–7(5–7), [11–9]    |
| Поразка   | 7–5 | Вер 2011 | Любляна, Словенія         | Челленджер | Ґрунт    | Роберто Баутіста Аґут      | Аляж Бедене Грега Жемля                    | 3–6, 7–6(12–10), [10–12] |
| Поразка   | 7–6 | Лют 2012 | Мекнес, Марокко           | Челленджер | Ґрунт    | Герард Гранольєрс Пуйоль   | Адріан Менендес-Масейрас Ярослав Поспішил  | 3–6, 6–3, [8–10]         |
| Поразка   | 7–7 | Чер 2012 | Кальтаніссетта, Італія    | Челленджер | Ґрунт    | Даніель Хімено-Травер      | Марсель Фельдер Антоніо Веїч               | 7–5, 6–7(5–7), [6–10]    |
| Перемога  | 8–7 | Вер 2012 | Мадрид, Іспанія           | Челленджер | Ґрунт    | Даніель Хімено-Травер      | Колін Ебелтіт Ярослав Поспішил             | 6–2, 4–6, [10–7]         |